# 喜友名嗣正

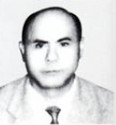
喜友名嗣正

喜友名 嗣正（きゆな つぐまさ、1916年〈大正5年〉4月5日-1989年〈平成元年〉6月）、沖縄県と台湾の政治活動家。アメリカ合衆国出身。唐名は蔡璋。沖縄の日本復帰に反対し、琉球の独立、或は中華民国（台湾）への編入を主張した。戦前、中華民国軍のスパイ機関「琉球青年同志会」を結成し、戦後は中国国民党／中華民国政府の意を受けて沖縄を中国に吸収することを目的に結成された工作機関「琉球革命同志会」の中心人物として活動し、台湾省琉球人民協会、琉球反共連盟、琉球国民党の幹部を務めたが、1967年の台湾省商会連合会事務所襲撃事件をきっかけに失脚した。

## 中華民国への書簡
琉球革命同志会では幾度にわたり、中華民国あてに書面が送付されている。そこでは、「いにしえより琉球が中国の属地である」「三十六姓と言い、後裔が琉球全土に広がった。文化・風俗・習慣の多くは閩省と同じである。」「われらは中華民族であり、琉球同胞の解放を援助すべきである」など中国とのつながりが強調されている。

## 生涯
アメリカ合衆国ハワイ州のホノルル市で生まれた。琉球王国久米村の久米三十六姓の蔡堅（喜友名親雲上）の子孫である。蔡氏の祖先は中国福建省泉州府の南安県（現在の福建省泉州南安市）。幼少期から父親に伴われて、東南アジアやサイパン島等で生活した。その後、琉球水産学校製造科、ハワイホノルルキリスト学校を卒業。
- 1933年（昭和8年） 沖縄県の水産試験場の技師となる。
- 1935年（昭和10年）ハワイで「實業之ハワイ」新聞社で編集に携わる。
- 1941年（昭和16年）日中戦争で南京戦線に赴いた際に、当地で発行されていた『大公報』に「反日・反帝」と題した一文を掲載したところ、蔣介石から国民党兵士の護衛付きの厚遇を受け、激励される[4]。5月、秘密結社琉球青年同志会を結成し、自から理事長となる。本会は、革命を鼓吹して琉球を中国に帰属させ、日本の軍事情報を探ることを目的に結成されたが、その後発覚して会員2名が逮捕され、会は当局により解散させられた[2]。此後沖縄と台湾の間を頻繁に往来し沖縄の日本からの離脱と独立運動に携わる。
- 1943年（昭和18年）台湾へ渡り、台湾総督府の琉球疎散居民輔導員となる。
- 1945年（昭和20年）8月、日本の敗戦により沖縄が米国の統治となったため、中国政府の援助により基隆を本拠地に琉球青年同志会を再組織した[5][2]。
- 1946年（昭和21年）琉球に帰還し、琉球青年同志会を琉球革命同志会と改称(1947年に会長就任)[2]。大中華主義に基づく「琉球は中国の属地である」という中国側の主張を支持し、中琉一体を最終目的とした[2]。
- 1947年（昭和22年）10月26日、中華民国政府の行政院院長張群に請願し、中華民国政府に「琉球收回」を要求。
- 1948年（昭和23年）7月8日、「台湾省琉球人民協会」申請し成立させ、自らをこの協会の理事長及び「中琉文化経済協会」常務理事、台湾在住の沖縄県出身者のリーダーとなった（同会は琉球人を称する中国人組織で、琉球の「中国復帰」を目標とした[3]）。沖縄県出身者のリーダー的な立場で台北の政界で活躍し台湾省政府の参議にもなった。
- 1955年（昭和30年）琉球反共連盟を結成[3]。
- 1957年（昭和32年）中国国民党の対琉球工作機関「琉球中琉文化経済協会」（会長・琉球銀行総裁富原守保、副会長・大宜味朝徳）の台北連絡辨事処（事務所）処長となる。
- 1958年（昭和33年）11月、中国国民党琉球支部の党員として琉球国民党を登記し成立させて大宜味朝徳を党首とし、自らは副党首兼外交部長となった。この政党のイデオロギーは中国国民党と相似しており、反共主義とともに、琉球独立を主張した。また喜友名嗣正自身は台湾に居住し琉球国民党の台湾支部を設立した。
- 1961年（昭和36年）琉球国民党渉外部部長の名義を発表、アメリカが沖縄を日本への復帰に反対し、琉球独立を主張した。
- 1967年（昭和42年）、琉球大学の中国語クラブ所属学生数名による駐琉中華民国台湾省商会連合会事務所襲撃事件発生。同事件は駐琉商務辦事処の徐経満が台・琉バナナ貿易で不正に暴利を得ていると喜友名から聞いた学生が事務所を襲ったもので、台琉貿易の利益の独占を狙う喜友名が徐の追い落としのため学生を焚き付けたとされ、中華民国政府は喜友名に責任ありとして支援を取りやめ、失脚した喜友名は台湾を去った[3]。
- 1972年（昭和47年）沖縄が日本へ復帰すると、沖縄へ戻り琉球独立論を主張したものの沖縄政界での影響力は小さかった。
- 1989年（平成元年）6月 沖縄で死去。著作として『琉球亡国史譚』がある。

喜友名嗣正から琉球独立運動の影響を受けた主要な人物としては、大浜孫良・崎間敏勝・野底武彦・新垣弓太郎・大宜味朝徳・比嘉康文（『沖縄通信』の記者）らがいる。